# Szergej Mihajlovics Georgijevszkij
Szergej Mihajlovics Georgijevszkij (Сергей Михайлович Георгиевский; 1851. október 7. – 1893. július 26.) orosz sinológus.

## Élete és munkássága
Georgijevszkij volt az első orosz sinológus, akinek a speciális kutatási területe az ókori Kína volt. Már az 1885-ben a Szentpétervári Egyetemen írt diplomamunkájában is a kínai történelem Csin Si Huang-ti uralkodásáig terjedő időszak bemutatását ölelte fel. 1888-ban szerzett doktori fokozatot a kínai írásjegyek elemzésével kapcsolatos disszertációjával.

## Fordítás
- Ez a szócikk részben vagy egészben  a(z)   Георгиевский, Сергей Михайлович című orosz Wikipédia-szócikk ezen változatának fordításán alapul.  Az eredeti cikk szerkesztőit annak laptörténete sorolja fel. Ez a jelzés csupán a megfogalmazás eredetét és a szerzői jogokat jelzi, nem szolgál a cikkben szereplő információk forrásmegjelöléseként.